# Fuirena friesii
Fuirena friesii är en halvgräsart som beskrevs av Georg Kükenthal. Fuirena friesii ingår i släktet Fuirena och familjen halvgräs. Inga underarter finns listade i Catalogue of Life.